# Kälberwerder (Brandenburg)
Kälberwerder ist eine Binneninsel in der Stadt Brandenburg an der Havel. Sie liegt zentral im Möserschen See. Auf der Insel wachsen niedrige Gehölze, vor allem Büsche, und dort sind auch Wiesen vorhanden. Die Insel liegt im Landschaftsschutzgebiet Brandenburger Wald- und Seengebiet.
Sie hat von Südost nach Nordwest eine Länge von etwa 370 Meter und eine Breite von etwa 180 Meter.